# Holdermühle (Creglingen)
Holdermühle ist ein Wohnplatz auf der Gemarkung des Creglinger Stadtteils Archshofen im Main-Tauber-Kreis im fränkisch geprägten Nordosten Baden-Württembergs.

## Geographie
Durch das Anwesen Holdermühle ca. 500 m flussabwärts von Tauberzell verläuft die Grenze zwischen den Bundesländern Bayern und Baden-Württemberg. Die „Grenzlage“ der Holdermühle zeigt sich dort durch folgendes interessante Detail: Die Stromzuleitung kommt von Tauberzell (Bayern), während die Telefonleitung aus Richtung Archshofen mit der Vorwahl von Creglingen (Baden-Württemberg) erfolgt.
Kurios ist auch, dass die Landesgrenze mitten durch den ehemaligen Kuhstall verläuft. So kam es, dass einige Kühe in Baden-Württemberg fraßen, ihre Ausscheidungen jedoch auf bayerischen Boden fallen ließen. Heute ist der Kuhstall in Fremdenzimmer umgebaut, von denen einige die Möglichkeit bieten, auf der einen Doppelbetthälfte in Baden-Württemberg, auf der anderen in Bayern zu nächtigen.

## Geschichte
Von 1797 bis 1808 unterstand der Ort dem Justiz- und Kammeramt Uffenheim.
Auf dem Messtischblatt Nr. 6526 „Creglingen“ von 1934 war der Ort als Holdermühle mit drei Gebäuden verzeichnet.
Der Ort kam als Teil der ehemals selbständigen Gemeinde Archshofen am 1. Februar 1972 zur Stadt Creglingen.

## Kulturdenkmale
Kulturdenkmale in der Nähe des Wohnplatzes sind in der Liste der Kulturdenkmale in Creglingen verzeichnet.

## Verkehr
Der Ort ist über die Staatsstraße 2268/L 2251 (Creglinger Straße) zu erreichen.